# Brandts
|  | Kunstmuseum Brandts - ikke at forveksle med bykvarteret Brandts Klædefabrik som museet ligger i. |
Kunstmuseum Brandts er Odenses og Fyns største kunstmuseum og består i dag af ét stort samlet museum for kunst og visuel kultur i Brandts Klædefabrik. Museets udstillinger og events kan i dag opleves på alle 4. etager i det gamle unikke bygningskompleks i Odense bymidte. Tidligere var Kunstmuseum Brandts delt mellem to adresser, kunsthallen på Brandts Torv og Brandts 13 i Jernbanegade (det tidligere Fyns Kunstmuseum). Kunstmuseum Brandts er beliggende i Odenses kulturelle mekka, Brandts Klædefabrik, indeholder desuden en cafe og Brandts Shop, som er Fyns eneste kunstboghandel. Museet får omkring 90.000 gæster årligt.
Museets udstillinger består oftest af dansk og international billedkunst eller fotokunst. Desuden findes museets samling "Værkerne - 250 års kunst set fra Fyn", hvor det er muligt at opleve kunst fra museets egen kunstsamling, med værker fra den danske guldalder og frem til modernismen. Udover kunstudstillinger tilbyder museet også undervisningsforløb for skoler.
Brandts er en selvejende institution der støttes økonomisk af Odense Kommune samt af private virksomheder og fonde. Det samlede udstillingsareal er mere end 8.000m².

## Historie
Fra 1982 arbejdede rådmand Søren Møller og styringsgruppen, der havde direktør Villy Petersen som formand, med etableringen af institutionerne. Planerne om kunstmuseum blev skrinlagt til fordel for en kunsthal, og det blev endelig besluttet, at Brandts Klædefabrik skulle bestå af Det Fynske Kunstakademi, Danmarks Grafiske Museum, Kunsthallen Brandts Klædefabrik og Museet for Fotokunst. Man vedtog, at institutionerne skulle være selvejende og have hver deres bestyrelse. Bag den tanke lå, at selvejende institutioner bedre kan skabe interesse for deres aktiviteter nationalt og også er bedre i stand til at hente fondsmidler. Dette var også årsagen til, at Museet for Fotokunst blev en institution for sig og ikke en del af kunsthallen som oprindelig tænkt. Odense Kommune forpligtede sig til at støtte institutionerne med betaling af husleje og tilskud til drift.
To kunstfaglige ledere blev ansat i 1985. Finn Thrane for Museet for Fotokunst og Grethe Grathwol for Kunsthallen Brandts Klædefabrik. Med udgangen af 1986 stod hele bygningskomplekset færdigt, og Kunsthallen Brandts Klædefabrik og Museet for Fotokunst flyttede officielt ind i januar 1987.
De tre institutioner fungerede hver for sig under navnet 'Brandts Klædefabrik'. I 2005 dannedes en fælles enhed med ansvar for administration, økonomi, personale, marketing og formidling, under ét fælles brand BRANDTS.
De tre institutioner, Kunsthallen Brandts, Museet for Fotokunst og Mediemuseet fortsatte med at fungerede dog forsat som tre særskilte institutioner med hver sin direktør og bestyrelse, frem til 1. juli 2013 hvor Kunsthallen Brandts, Museet for Fotokunst og Fyns Kunstmuseum blev fusioneret til én samlet kunstinstitution med kunsthistoriker Mads Damsbo som direktør, mens Mediemuseet blev en del af Odense Bys Museer.

## Samlinger
Kunstmuseets faste samlinger stammer fra fusionen med det tidligere Fyns Kunstmuseum og består af dansk konkret og konstruktivistisk kunst, samt en repræsentativ kunstsamling fra området på og omkring Fyn. Derudover findes et bredt udsnit af værker af betydningsfulde danske kunstnere, fra 1750 og fremefter, og rummer således bl.a. hovedværker af Jens Juel, Dankvart Dreyer, P.S. Krøyer og H.A. Brendekilde, samt nye værker af Harald Giersing, Vilhelm Lundstrøm, Olaf Rude og Vilhelm Bjerke Petersen.
Museet råder desuden over en større samling med ca. 9.000, danske og internationale fotografiske værker, hovedsagelig fra efter Anden Verdenskrig.

## Bygningerne

### Brandts Klædefabrik
De to arkitektfirmaer Kristian Isager og Jørgen Stærmose K/S forestod projekteringen. Landskabsarkitekt var Gruppen for By & Landskabsplanlægning, Kolding.
Ombygningen af Brandts Klædefabrik fra 1982-86 var en dynamisk tid. Området var ikke blot en byggeplads, men en levende arena for en lang række aktiviteter både ude og inde efterhånden som de forskellige bygningsafsnit var klar. Café Biografen åbnede allerede sommeren 1983, og forskellige butikker slog dørene op i Brandts Passage. Danmarks Grafiske Museum flyttede ind i foråret 1984. Ervin Nielsen blev ansat som leder og museet åbnede sin første udstilling samme år. Det Fynske Kunstakademi etablerede sig på 4. sal. i december 1984, og de studerende arbejdede side om side med husets mange håndværkere – i støv, larm og ingen varme. I takt med at lokaler stod færdige blev de første kunstudstillinger åbnet, og man holdt flere arrangementer med åbent hus, hvor Odenseanerne strømmede til og fik indblik i hvordan ombygningen skred frem. Men ikke kun byens borgere var interesseret i renoveringen. Delegationer fra hele verden besøgte Brandts Klædefabrik for at finde inspiration og se nærmere på Odenses genbrugstanke og innovative kulturpolitik.
Allerede fra begyndelsen af 1990'erne var det et ønske fra de tre institutioner på Brandts, at bygningerne blev udvidet. Det blev i gangsat i år 2000. Udvidelsen af Brandts Klædefabrik blev finansieret af Odense Kommune og KD selskaberne. Kjær & Richter vandt den indbudte arkitektkonkurrence og tegnede de to nye tilbygninger, der er udført i beton og glas. Alt personale fik kontorer i den 800 kvadratmeter store Portbygning, der blev forbundet til de gamle fabriksbygninger af en glasbro i tre etager. Den anden bygning, Det Dobbelthøje Rum, blev med sine 400 kvadratmeter og syv meter til loftet konstrueret til at kunne udstille særligt store kunstværker. Man byggede også en ny hovedindgang med facade mod Grønnegade. Belægningen af indisk granit på torvet foran indgangen blev lagt i et mønster udregnet efter matematiske principper af Schønherr Landskab. Fliserne blev lagt ind under bygningen og kom på den måde til at udgøre gulvet i den nye foyer. På pladsen Brandts Torv står Skulptur 87 af Hein Heinsen og en 12 meter høj lampe i spansk design. Udvidelsen var færdig i 2004.
I forbindelse med ombygningen blev Kunsthallen Brandts' tidligere administration indrettet til Formidlingscenter med tre værksteder: et medieværksted, et fotoværksted og et billedværksted. Formidlingscentret åbnede i april 2005.
Med ombygningen og udvidelsen overtog Brandts driften af boghandlen og etablerede Brandts Shop i maj 2005. Brandts fik også et auditorium med 100 siddepladser. Auditoriet bliver anvendt til ferniseringer og arrangementer.

### Jernbanegade (tidligereFyns StiftsmuseumogMuseum Civitatis Othiniensis)
Bygningen fra 1885 er bygget i klassicistisk stil, og er kendtegnet ved den karakteristiske tempelgavl, samt den udvendige billedfrise med scener fra danmarkshistorien og nordisk mytologi.
Bygningen blev den 1. August 2018 overtaget af Det Fynske Kunstakademi

## Anerkendelser
- 1988: Brandts Klædefabrik tildeles titlen som Årets museum i Europa af en kommission under Europarådet. Det var første gang, prisen blev givet til en kulturinstitution i Skandinavien.
- 1993: Pladsen foran Brandts Klædefabrik ved Amfiscenen udnævnes til det bedst besøgte byrum i Danmark målt over en periode på en måned.
- 2005: Odense Kommune tildeler Brandts Klædefabrik en pris for godt og smukt byggeri for nyopførelsen af Port- og Passagebygningen.